# همه‌چیز باید بگذرد
«همه چیز باید بگذرد» (به انگلیسی: All Things Must Pass) آلبومی از هنرمند اهل بریتانیا جرج هریسون است که در ۲۷ نوامبر ۱۹۷۰ منتشر شد.